# بني ذياب الخنق (حريب القرامش)

تعديل مصدري - تعديل

بني ذياب الخنق هي إحدى قرى عزلة بني عمرو بمديرية حريب القرامش التابعة لمحافظة مأرب، بلغ تعداد سكانها 158 نسمة حسب تعداد اليمن لعام 2004.